# カム・トゥゲザー
「カム・トゥゲザー」（Come Together）は、ビートルズの楽曲である。1969年9月に発売された11作目のイギリス盤公式オリジナル・アルバム『アビイ・ロード』に収録された。翌10月に「サムシング」との両A面シングルとしてシングル・カットされ、アメリカのBillboard Hot 100で第1位、全英シングルチャートで最高位4位を記録した。レノン＝マッカートニー名義となっているが、実質的にはジョン・レノンによって書かれた楽曲。
発売以降、アイク&ティナ・ターナー、エアロスミス、マイケル・ジャクソンなど多数のアーティストによってカバーされている。

## 背景

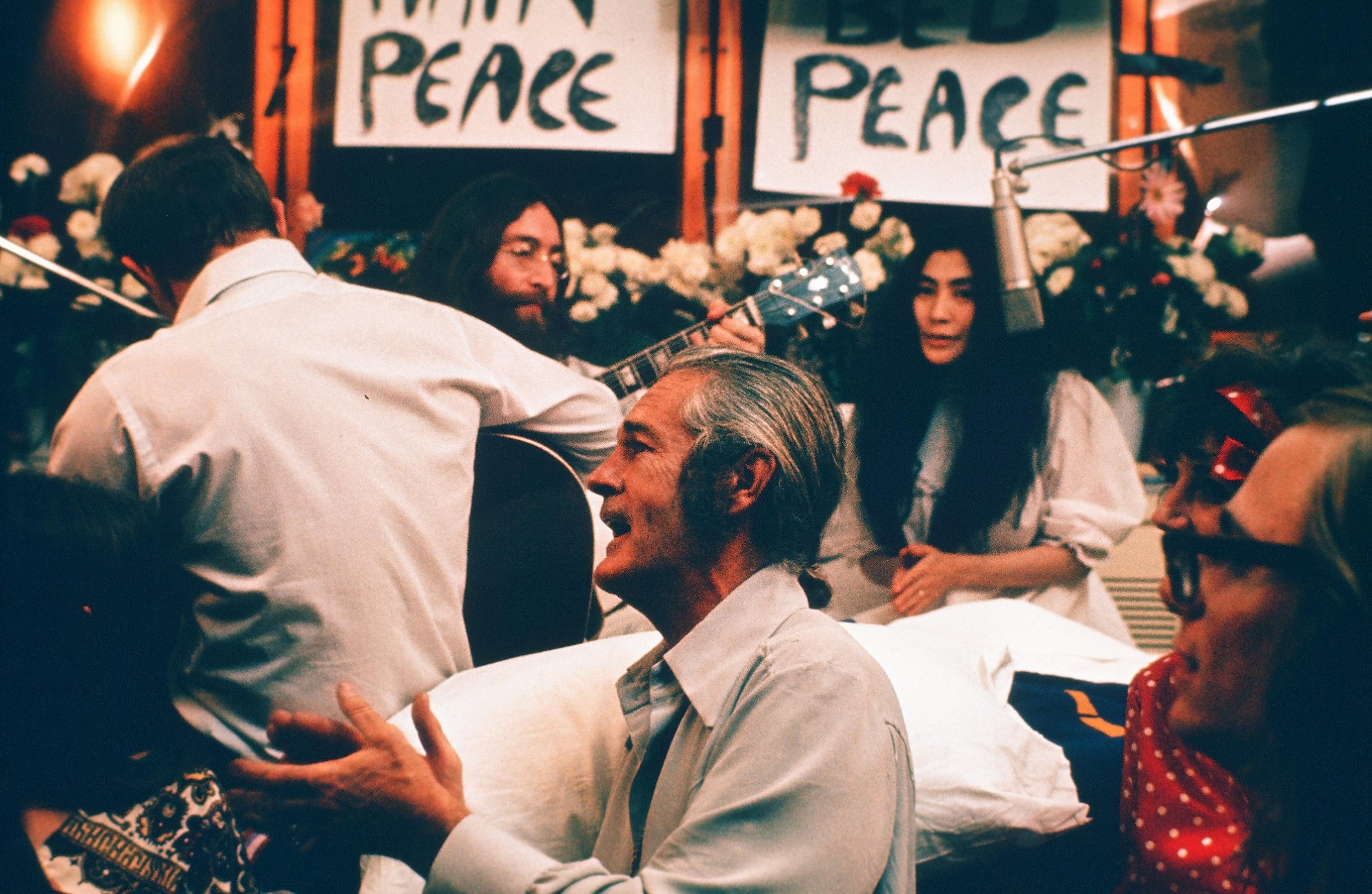
モントリオールでのベッド・インの様子（1969年6月1日）。ジョン・レノン（中央左）とオノ・ヨーコ（中央右）の真ん中に写っているのがティモシー・リアリー。

本作は、「ドラッグの教祖」とあだ名されていたティモシー・リアリーが、アメリカ合衆国カリフォルニア州知事選挙に出馬を表明した際の応援ソングとして作られた楽曲。レノンと妻であるオノ・ヨーコは、1969年5月28日から6月2日にかけてモントリオールで2回目のベッド・インを行った。ベッド・インが行われたクイーン・エリザベス・ホテルには、多数の訪問者が迎えられ、リアリーはそのうちの1人であった。リアリーは当時、ロナルド・レーガンを更迭するキャンペーンのために「Come Together - join the party（一緒に行こう―パーティに加わって）」というスローガンを打ち出しており、レノンに対して選挙のキャンペーン・ソングの制作を依頼した。この時に出来上がったのは、「Come together and join the party」というフレーズのみのチャントであった。レノンはこの曲を完成させて録音することを約束し、リアリーに録音したテープを渡したが、以降2人が交流することはなかった。さらにリアリーは選挙運動中にマリファナ所持により逮捕され、キャンペーンは中止となった。
アルバム『アビイ・ロード』のセッション中であった1969年7月、レノンはリアリーのキャンペーン曲の「Come Together」というフレーズを使って、アルバム用の新曲を作曲。チャック・ベリーが1956年に発表した「ユー・キャント・キャッチ・ミー」をベースとした本作は、アップテンポのブルース調の楽曲として書かれ、歌詞ではベリーの「ユー・キャント・キャッチ・ミー」の「Here come ol' flattop / He come groovin' up slowly」というフレーズを「Here comes old flattop / He comes grooving up slowly」とわずかに変えて使っている。またレノンは、未完成の未発表曲「ウォッチング・レインボーズ」から「Shoot me」というフレーズを取り入れている。歌詞について、作家のピーター・ドゲットは「各フレーズが流れていくのが速すぎて、一聴しただけでは理解できないが、サウンドが意味と同じくらい重要だ」と述べている。
本作についてレノンは、「この曲はファンキーだ。ビートルズの作品の中でぼくの好きな曲だと言えるし、またレノンの作品の中でも好きなものの一つだね。ファンキーで、ブルースっぽくて、ぼくもかなり上手く歌っているしね。サウンドが気に入っているんだ。踊ることも出来る。この曲は買いだね」と語っている。レノンが本作をバンドメンバーに披露したときのことについて、マッカートニーは「ジョンがこの曲を持ってきたときは、明らかにチャック・ベリーの曲によく似たアップテンポの陽気な曲だった。だから『もっとテンポを落として、アレンジを一変させよう。そしたらファンキーになって、チャックのレコードから離れられる』と言った」と語っている。
ビートルズの歴史家であるジョナサン・グールドは、「この曲にはたった1人のパーリアのような主人公がいて、レノンはもう1つの無愛想な自画像を描いている」と述べている。1987年12月にテレビ番組『West 57th Street』で行なわれたセリーナ・スコットによるインタビューで、ジョージ・ハリスンは本作で2行だけ書いたことを明かしている。

## 歌詞
歌詞は日本語に直訳すると意味不明なものであり、1976年に再発されたアナログ盤『アビイ・ロード』の歌詞カードには「対訳不可能」と記載されていたほどである。歌詞については、ビートルズの各メンバーについての言及という説が存在している。
歌詞に登場する「bag production（バッグ・プロダクション）」は、レノンとオノが複数の芸術活動を取り仕切るために設立した会社の名前で、この名前は2人が行っていたバギズムに由来している。このほか、「muddy water（泥だらけの水）」や「mojo filter（魔力のフィルター）」と、マディ・ウォーターズおよびウォーターズの楽曲「ガット・マイ・モジョ・ワーキング」を連想させるフレーズも含まれている。
マッカートニーが「Early warning（早めの警告）」というフレーズに疑問を呈し、それに対してレノンは「そう。あいつのような男にはお似合いだ」と答えたというエピソードが残されている。

## レコーディング

### ベーシック・トラック
「カム・トゥゲザー」のレコーディングは、1969年7月21日にEMIレコーディング・スタジオのスタジオ3で開始された。セッションのプロデュースはジョージ・マーティンが手がけ、アシスタントをジェフ・エメリックとフィル・マクドナルドが務めた。エメリックの参加はマッカートニーの要請によるもので、雰囲気の悪化を理由に離脱した1968年7月の『ザ・ビートルズ (ホワイト・アルバム)』のためのセッション以来となる。また、レノンが作曲した楽曲のレコーディング・セッションは、4月14日に録音した「ジョンとヨーコのバラード」以来3か月ぶりとなった。レコーディングには、4トラックのテープレコーダーを使用。
レノンがリード・ボーカル、マッカートニーがベース、ハリスンがリズムギター、リンゴ・スターがドラムという編成で8テイク録音され、テイク6がマスターとして採用された。複数のテイクにおいて「He's got to get injections 'cause he's so hard to see（あいつは注射を打たなくちゃならない。だってとても見にくいから）」と歌われているが、このフレーズは後に行われたボーカルのオーバー・ダビング時に「Got to be good looking 'cause he's so hard to see（見てくれはいいはずだ。だってとても見にくいから）」に変更された。スターは、ドラムの録音時にトムトムの上にふきんを置くことで、音を弱めている。レノンはギターを弾かず、「Shoot me!」と歌うたびに手拍子を入れ、間奏とコーダにタンバリンを加えた。セッションの最後にテイク6を8トラックに移し替えて、オーバー・ダビングとイコライザーの簡単な作業を可能にした。

### オーバー・ダビングおよびミキシング

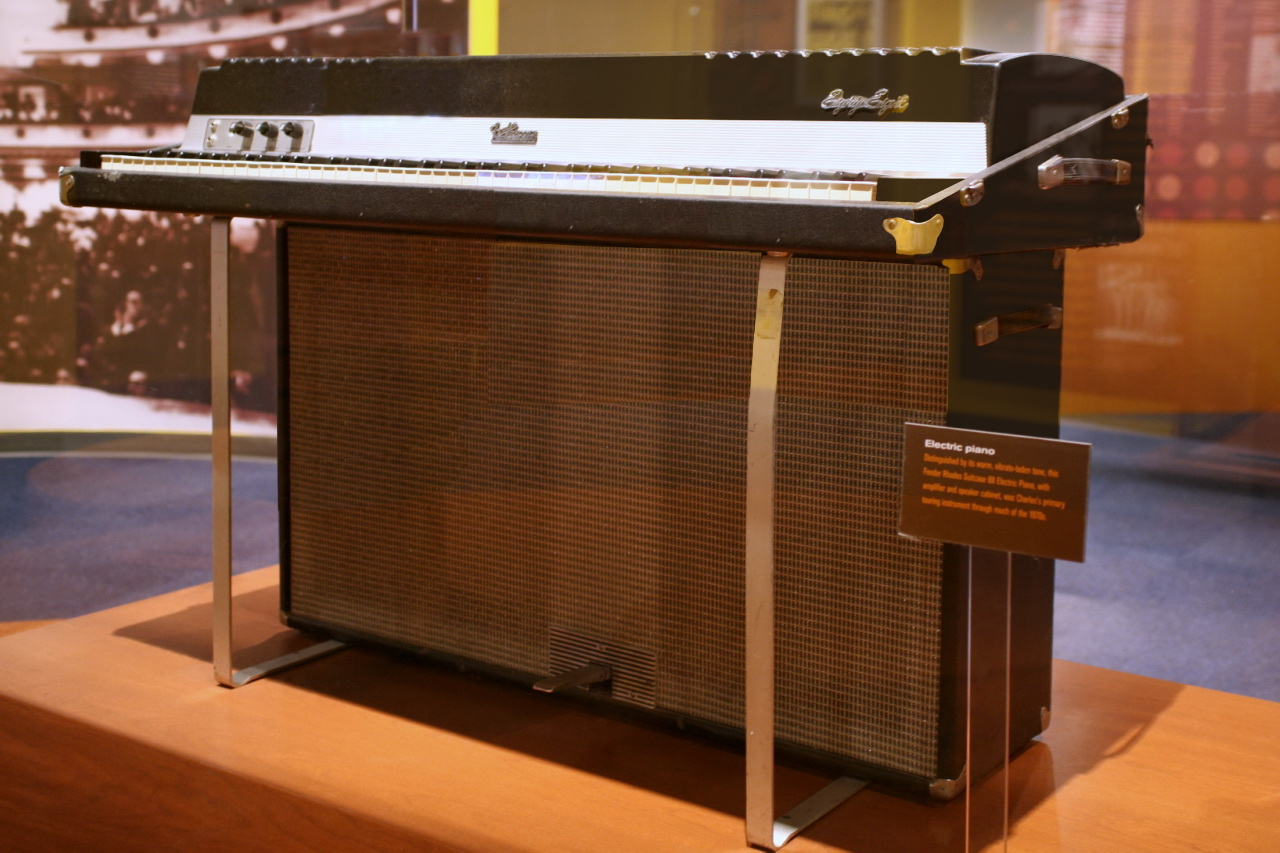
「カム・トゥゲザー」のセッションでマッカートニーが使用したのと同じ型のフェンダー・ローズ。

7月22日、レノンによって新たなリード・ボーカルと手拍子がオーバー・ダビングされ、いずれもテープ・ディレイが加えられた。レノンの要請により、マッカートニーがエレクトリックピアノを演奏しており、マッカートニーはレノンが「すごくスワンプっぽくて、スモーキー」なサウンドを求めていたことを回想している。ハリスンは、リフレインで重めのディストーションを加えたギターのパートを加え、スターはマラカスを加えた。作業は翌日まで続けられ、さらにボーカルが加えられた。7月25日、マッカートニーがレノンより低い音域のハーモニー・ボーカルを歌った。後にマッカートニーは、本作でのバッキング・ボーカルについて「昔のようにうまくハモれなかった」と述べている。7月29日にレノンがギターをオーバー・ダビングし、7月30日にハリスンがギブソン・レスポールで弾いたリードギターを曲のコーダに加えて、本作は完成となった。
「カム・トゥゲザー」のミキシング作業は、8月7日にスタジオ2で行われた。作業にはEMIが新たに開発したコンソール「EMI TG12345」が使用された。マッカートニーのベースの音とレノンが歌う「Shoot me!」の「me」の部分が重なることから、ミキシングの都合により発売された音源では「Shoot」と歌う声のみが確認できる。10種類のステレオ・ミックスが作成され、このうち1種類目が採用された。『アビイ・ロード』に収録の他の楽曲と同じく、モノラル・ミックスは作成されていない。

## リリース・評価
1969年9月26日にアップル・レコードから『アビイ・ロード』が発売され、「カム・トゥゲザー」はオープニング・トラックとして収録された。10月6日にアメリカで、10月31日にイギリスでハリスン作の「サムシング」との両A面シングルとしてリカットされた。シングル盤は、1969年11月29日付のBillboard Hot 100で第1位を記録し、全英シングルチャートで最高4位を記録した。
1969年7月21日に録音された本作のテイク1が、1996年に発売された『ザ・ビートルズ・アンソロジー3』に収録され、2019年に発売された『アビイ・ロード (スーパー・デラックス・エディション)』のCD3にはテイク5が収録された。
「カム・トゥゲザー」は、2006年に『モジョ』誌が発表した「Beatles 101 Greatest Songs」の第13位、2010年に『ローリング・ストーン』誌が発表した「100 Greatest Beatles Songs」の第9位にランクインした。ローリング・ストーンの選ぶオールタイム・グレイテスト・ソング500では第202位にランクインしている。

## 裁判
ビートルズ解散後、レノンはチャック・ベリーの著作権者であるモリス・レヴィーから、本作のメロディと一部の歌詞が、ベリーの「ユー・キャント・キャッチ・ミー」の歌詞およびメロディーの盗作であるとして訴えられた。
1973年にアルバム『心の壁、愛の橋』にモリスが権利を有するリー・ドーシーの「ヤ・ヤ」を入れること、『ロックン・ロール』にベリーの「ユー・キャント・キャッチ・ミー」と「スウィート・リトル・シックスティーン」、そして「ヤ・ヤ」を収録することでレノンとレヴィーは和解した。

## クレジット
※出典
- ジョン・レノン - リード・ボーカル、バッキング・ボーカル、ギター、ハンドクラップ（英語版）、タンバリン
- ポール・マッカートニー - ベース、バッキング・ボーカル、エレクトリックピアノ
- ジョージ・ハリスン - リードギター、リズムギター
- リンゴ・スター - ドラム、マラカス

## チャート成績（ビートルズ版）
| チャート (1969年)                               | 最高位 |
| ----------------------------------------------- | ------ |
| オーストラリア (Go-Set National Top 40 Singles) | 1      |
| オーストリア (Ö3 Austria Top 40)                | 2      |
| ベルギー (Ultratop 50 Flanders)                 | 2      |
| ベルギー (Ultratop 50 Wallonia)                 | 2      |
| フィンランド (Suomen virallinen lista)          | 12     |
| オランダ (Single Top 100)                       | 2      |
| 日本 (オリコン)                                 | 6      |
| スイス (Schweizer Hitparade)                    | 2      |
| UK シングルス (OCC)                             | 4      |
| US Billboard Hot 100                            | 1      |
| 西ドイツ (Official German Charts)               | 1      |

| チャート (1989年)   | 最高位 |
| ------------------- | ------ |
| UK シングルス (OCC) | 84     |

| チャート (2010年)                           | 最高位 |
| ------------------------------------------- | ------ |
| Hot Canadian Digital Song Sales (Billboard) | 40     |
| UK シングルス (OCC)                         | 81     |
| US Billboard Hot 100 Recurrents             | 15     |
| US Digital Song Sales (Billboard)           | 43     |

| チャート (2016年)                   | 最高位 |
| ----------------------------------- | ------ |
| スペイン (PROMUSICAE)               | 96     |
| スウェーデン (Sverigetopplistan)    | 41     |
| US Rock Streaming Songs (Billboard) | 18     |

| チャート (2019年)                      | 最高位 |
| -------------------------------------- | ------ |
| US Billboard Hot Rock Songs            | 6      |
| US Rock Digital Song Sales (Billboard) | 4      |

| チャート (2020年)               | 最高位 |
| ------------------------------- | ------ |
| US LyricFind Global (Billboard) | 11     |

## 認定（ビートルズ版）
| 国/地域                                | 認定     | 認定/売上数 |
| -------------------------------------- | -------- | ----------- |
| イタリア (FIMI) 2009年以降の売上による | Platinum | 70,000      |
| イギリス (BPI) 2010年以降の売上による  | Platinum | 600,000     |
| United States                          |          | 1,750,000   |
| 概要                                   |          |             |
| Worldwide                              |          | 2,500,000   |
| 認定のみに基づく売上数と再生回数       |          |             |

## 主なカバー・バージョン

### メンバーによるセルフカバー
レノンは、ビートルズ解散後の1972年にニューヨークで開催されたチャリティー・コンサートでエレファンツ・メモリーと共に演奏した。この時の音源が、1986年に発売されたライブ・アルバム『ライヴ・イン・ニューヨーク・シティ』に収録された。
マッカートニーは、ポール・ウェラー、ノエル・ギャラガー、スティーヴ・ホワイトらと共に、1995年に発売されたチャリティーアルバム『The Help Album』にて「The Smokin' Mojo Filters」名義でカバーした。このバージョンは、全英シングルチャートで最高位19位を記録した。

### アイク&ティナ・ターナー&ジ・アイケッツによるカバー
アイク&ティナ・ターナーは、ビートルズ・バージョンが発売された1か月後の1969年11月のマディソン・スクエア・ガーデン公演を皮切りに「カム・トゥゲザー」を演奏するようになった。ライブでの演奏後の世間の反応を受けて、1969年12月にスタジオで録音された音源が発売された。シングル盤は、『ビルボード』誌のHot 100で最高位57位、R&B・シングル・チャートで最高位21位を記録した。シングル盤のB面には、ローリング・ストーンズのカバー曲「ホンキー・トンク・ウィメン」が収録されている。
このカバー・バージョンは、1970年に発売されたアイク&ティナ・ターナーの 同名のアルバムからの先行シングルとなっている。その後、『Greatest Hits』（1976年）、『Proud Mary: The Best of Ike & Tina Turner』（1991年）、『The Ike & Tina Turner Story: 1960-1975』（2007年）などのコンピレーション・アルバムに収録された。
| チャート (1970年)               | 最高位 |
| ------------------------------- | ------ |
| ベルギー (Ultratop 50 Wallonia) | 42     |
| Canada Top Singles (RPM)        | 52     |
| US Billboard Hot 100            | 57     |
| US R&B Singles (Billboard)      | 21     |
| US Cash Box Top 100             | 54     |

### エアロスミスによるカバー
エアロスミスは、1978年に公開された映画『サージェント・ペパーズ・ロンリー・ハーツ・クラブ・バンド』のサウンドトラックとしてカバー。同作のサウンドトラック・アルバムにも収録されている。エアロスミスによるカバー・バージョンは、1978年7月にシングル盤として発売され、Billboard Hot 100で最高位23位を記録。
1978年10月に発売された『ライヴ・ブートレッグ』には、8月21日のウォルサム公演でのライブ音源が収録された。スタジオ音源は、1980年10月に発売されたベスト・アルバム『グレイテスト・ヒッツ1973-1988』にも収録された。1998年に公開された映画『アルマゲドン』でも使用された関係から、同作のサウンドトラック・アルバムにも収録されている。
| チャート (1978年)        | 最高位 |
| ------------------------ | ------ |
| Canada Top Singles (RPM) | 24     |
| US Billboard Hot 100     | 23     |

### ゲイリー・クラーク・ジュニア&ジャンキーXLによるカバー
2017年9月8日にゲイリー・クラーク・ジュニアとジャンキーXLは、同年に公開された映画『ジャスティス・リーグ』のサウンドトラック・アルバムからの第1弾シングルとして「カム・トゥゲザー」のカバー・バージョンを発売した。10月27日には、ゲイリー・クラーク・ジュニアがギターを弾きながら歌う様子と、映画のシーンで構成されたミュージック・ビデオが公開された。シングルは、『ビルボード』誌のDigital Song Salesで最高位27位、Hot Rock & Alternative Songsで最高位7位を記録した。
| チャート (2017年)                           | 最高位 |
| ------------------------------------------- | ------ |
| ベルギー (Ultratip Wallonia)                | 17     |
| US Alternative Airplay (Billboard)          | 39     |
| US Digital Song Sales (Billboard)           | 31     |
| US Hot Rock & Alternative Songs (Billboard) | 7      |
| US Mainstream Rock (Billboard)              | 15     |
| US Rock Airplay (Billboard)                 | 31     |

### その他のアーティストによるカバー
- ジョージ・マーティン - 1998年に発売されたアルバム『イン・マイ・ライフ』に収録。ロビン・ウィリアムズらがボーカルで参加した[92]。
- マイケル・ジャクソン - 1988年に公開された映画『ムーンウオーカー』のラストシーンにてカバー[67]。1995年に発売されたベスト・アルバム『ヒストリー パスト、プレズント・アンド・フューチャー ブック1』に収録[93]。
- ジョー・コッカー - 2007年に公開された映画『アクロス・ザ・ユニバース』で演奏。同作のサウンドトラック・アルバムにも収録された[94]。
- SiM - 2008年に発売されたアルバム『Silence iz Mine』に収録[95]。
- アークティック・モンキーズ - 2012年のロンドンオリンピック開幕記念式典で演奏[96]。全英シングルチャートで最高位21位を記録[97]。
- ゴッドスマック - 2012年に発売されたアルバム『Live & Inspired』に収録[98]。

このほか、ラトルズは1996年に発売したアルバム『オーキオロジー』に、本作のパロディ曲「中産階級音楽」（Eine Kleine Middle Klasse Musik）を収録している。